# Druuna

Главная героиня

Druuna (рус. Друуна) — персонаж одноимённой серии эротических комиксов, созданный итальянским иллюстратором Паоло Элеутери Серпьери. Большинство приключений Друуны разворачиваются в постапокалиптическом будущем (благодаря чему, в них обширно используются элементы фэнтези и научной фантастики), зачастую сюжет является лишь основой для сцен эротического и порнографического (вплоть до хардкора) характера. Как правило Друуна изображается слегка одетой или полностью обнаженной, благодаря чему её высокодетализированное иллюстрации популярны в виде плакатов.
В период с 1985 по 2018 годы в серии Druuna — Morbus Gravis — было выпущено девять томов. Многие ключевые комиксы, посвящённые Друуне, публиковались в журналах Métal Hurlant и Heavy Metal. Друуна также фигурировала в многочисленных скетчбуках Серпьери, которые были переведены на двенадцать языков и проданы общим тиражом более миллиона экземпляров. Хотя Друуна фигурирует в Anima: Les Origines (2016), этот комикс не является частью серии Druuna и содержит собственную сюжетную линию. Серпьери появляется во многих комиксах о Друуне в качестве камео, в роли персонажа по имени Док.
В феврале 2022 года был опубликован первый том — Druuna: Au Commentation — Espoirs был опубликован — новой трилогии о Друуне, которая является приквелом оригинального, самого первого комикса Morbus Gravis. Второй том серии, под названием Druuna: Au Commentation — Genesis, был опубликован в ноябре 2023 года. Тем не менее, сам Серпьери в работе над этими комиксами участия не принимал.

## Описание персонажа
В большинстве случаев Друуны представляет собой добровольный сексуальный объект, подчиняющимся сексуальным домогательствам со стороны гуманоидов, а также инопланетян практически без жалоб и сопротивления. Хотя не раз подвергалась актам изнасилования. Серпьери утверждает, что отношение героини к сексуальным удовольствиям является вызовом иудео-христианским нормам в отношении сексуальности.